# Ranulfo Rosas
Ranulfo Rosas (* 22. Mai 1934 in Empalme Escobedo Comonfort, Guanajuato; † 22. August 2015 ebenda), besser bekannt unter seinem Spitznamen Chapulín (span. für Grashüpfer), war ein mexikanischer Fußballspieler auf der Position eines Stürmers.

## Leben
Rosas begann seine Laufbahn als Fußballspieler im Nachwuchsbereich einer Mannschaft namens Aguila und spielte anschließend für eine Mannschaft namens Cocos, die in einer lokalen Liga und einer Liga der Eisenbahner mitwirkte. Bald kehrte er zu Aguila zurück, die mittlerweile in einer organisierten Stadtliga spielten.
Vor der Saison 1955/56 wechselte „Chapulín“ zum benachbarten Celaya FC, der ein Jahr zuvor in die zweite Liga aufgenommen worden war. In jener Saison gelang Celaya die Vizemeisterschaft der Segunda División. Zwei Jahre später gelang 1957/58 die Meisterschaft dieser Liga und der damit verbundene Aufstieg in die erste Liga, wo Rosas in der ersten Saison 1958/59 zum Toptorjäger seines Vereins avancierte und insgesamt acht Treffer erzielte. Nach einer weiteren Erstliga-Saison 1959/60 in Diensten des Celaya FC wurde Rosas an den CD Tampico transferiert, dem 1959 der Aufstieg ins Fußballoberhaus gelungen war. Der Celaya FC konnte diesen Transfer bereuen, denn er stieg ohne „Chapulín“ am Ende der Saison 1960/61 aus der höchsten Spielklasse ab, während der CD Tampico in derselben Saison mit „Chapulín“ den Pokalsieg feiern durfte. Doch zwei Jahre später stieg auch der CD Tampico ab, so dass „Chapulín“ in der Saison 1963/64 wieder in der zweiten Liga angekommen war. Nach dem Aufstieg des CD Veracruz in die erste Liga zum Ende derselben Saison wurde „Chapulín“ von den Tiburones Rojos verpflichtet, für die er noch zwei Spielzeiten in der höchsten mexikanischen Liga absolvierte. 1966 kehrte er zu seinem ehemaligen Verein Celaya FC in die zweite Liga zurück, wo er seine aktive Laufbahn ausklingen ließ.
Nachdem der Celaya FC zu Beginn der 1970er Jahre nicht mehr in der zweiten Liga vertreten war, wurde von der Stadt Celaya mit den
Linces Tecnológico bald ein neuer Verein in die zweite Liga geschickt, den „Chapulín“ zeitweise trainierte.

## Erfolge
- Mexikanischer Pokalsieger: 1961 (mit Tampico)
- Mexikanischer Zweitliga-Meister: 1958 (mit Celaya)